# Gerdius cinctus
Gerdius cinctus är en stekelart som beskrevs av Henry Keith Townes, Jr. 1970. Gerdius cinctus ingår i släktet Gerdius och familjen brokparasitsteklar. Inga underarter finns listade i Catalogue of Life.